# 比和 三河内の棚田
比和 三河内の棚田（ひわ みつがいちのたなだ）は、広島県庄原市比和町三河内にある棚田。
比和町の市街地から東南東方向に約3.5kmの位置にある。標高約500m。約1.5km四方の小さな盆地の中にある。江戸時代に盛んに行われた鉄穴流しの跡を開墾して作られた棚田である。つなぐ棚田遺産。

## 概要

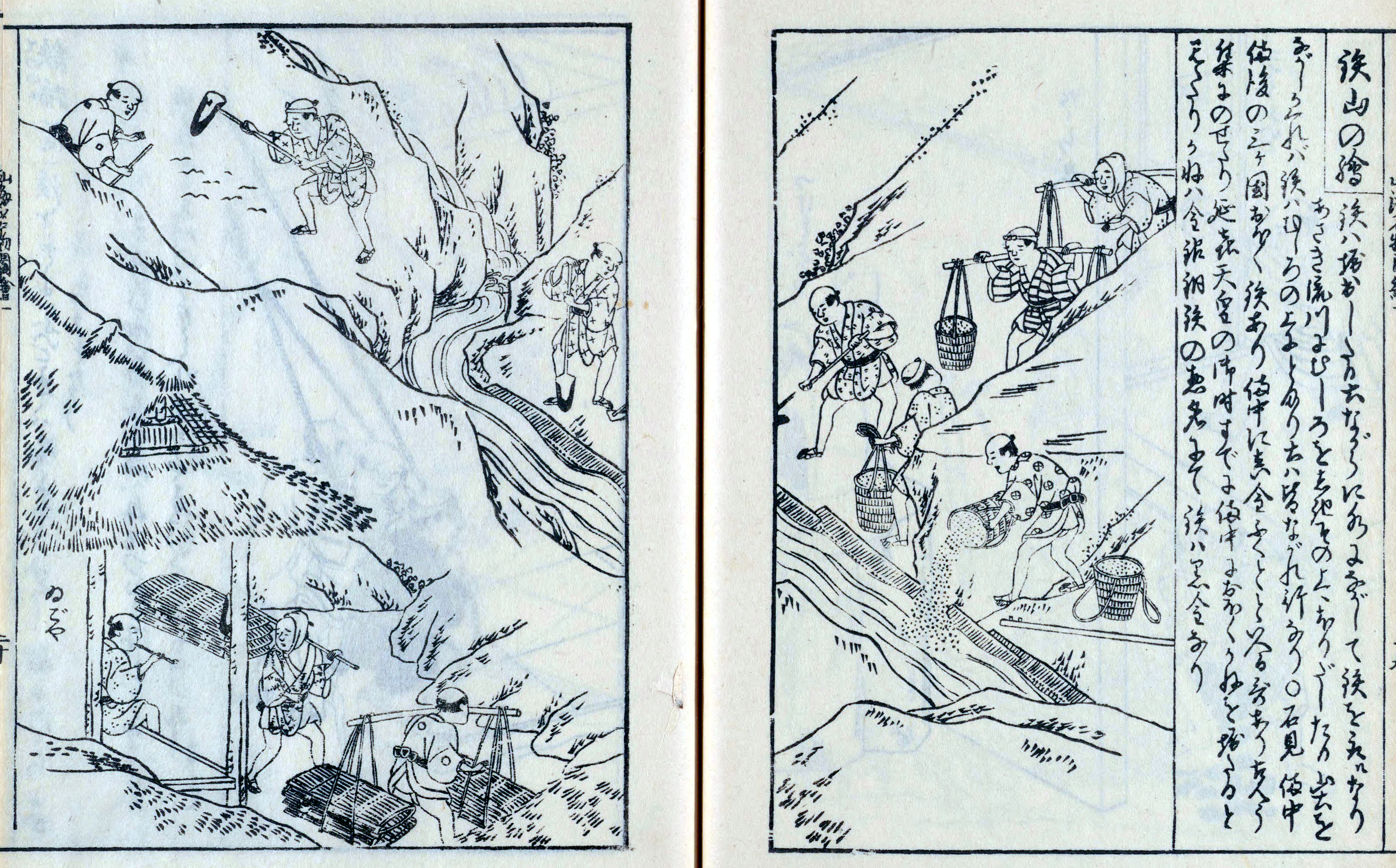
『日本山海名物図会』鉄山の絵 。鉄穴流しの様子。山を崩して大量の土砂を流してしまうため、そこを利用して田畑を作り、そこでたたら製鉄に従事する工人用の食料を生産した。

庄原市内には比和以外にも東城町小奴可を中心に鉄穴流し跡を水田化したものがいくつかあるが、三河内の棚田はそれらと比べて分布範囲は狭い。地盤は花崗岩類。所々に見える小丘は、土壌が硬質なため鉄穴流し後の風化でも削り取られなかった「鉄穴残丘」であり、三河内では他の鉄穴流し跡と比べて残丘は少なく水田部分が割合多い。
以前は一般的な棚田のように小さな水田が連なっていたが、現代に入り農業機械の大型化に対応するために圃場整備を行っている。現在では農地保全と景観維持を目的としてソバも作付けしている。
三河内には「砂子」「鍛冶屋」「かなくそ」「かんな」などのたたら製鉄に関連する屋号が残る。
また比和は現在の比婆牛発祥の地である。古くは農耕用あるいはたたら製鉄の運搬用として牛馬が用いられ、水田の畦や草地はその餌場となり、そこから出た糞尿は肥料となった。近代以降は肉牛として飼われるようになったこと、現代の機械化や化学肥料の利用など農業環境の変化により、周りの草は牛馬の餌として必要がなくなったため放置されるようになり、手入れがされなくなったことで貴重な種は絶滅しかけていた。
三河内では絶滅しかけていたヒゴタイを地区の住民の一人が保存しており、それを（旧）三河内小学校の校長が種をもらい小学校で育てていた。2000年ある大学准教授が三河内小学校でヒゴタイは絶滅危惧種だと話したことがきっかけとなり、三河内の子どもたちが中心となって保全活動が始まり、小学校側も総合的学習の一環として推し進め、更に地域全体を巻き込み「ヒゴタイの会」が結成された。
こうして三河内の棚田は「たたらの郷」「ぼにばなの咲く郷」と2つの顔を持つ。こうした活動が評価され、2022年つなぐ棚田遺産に選定された。

## 観光
|  |  | 750 m 旧小学校 棚田テラス |

棚田が見渡せる位置に2021年棚田テラスが整備された。ウッドデッキ上に5つ椅子が置かれている。ただしこの近くに駐車場はない。
地元である比和自治振興区は、旧三河内小学校の校庭を駐車場として一般開放しておりそこを拠点とするよう呼びかけている。